# یاپی کردی بانک

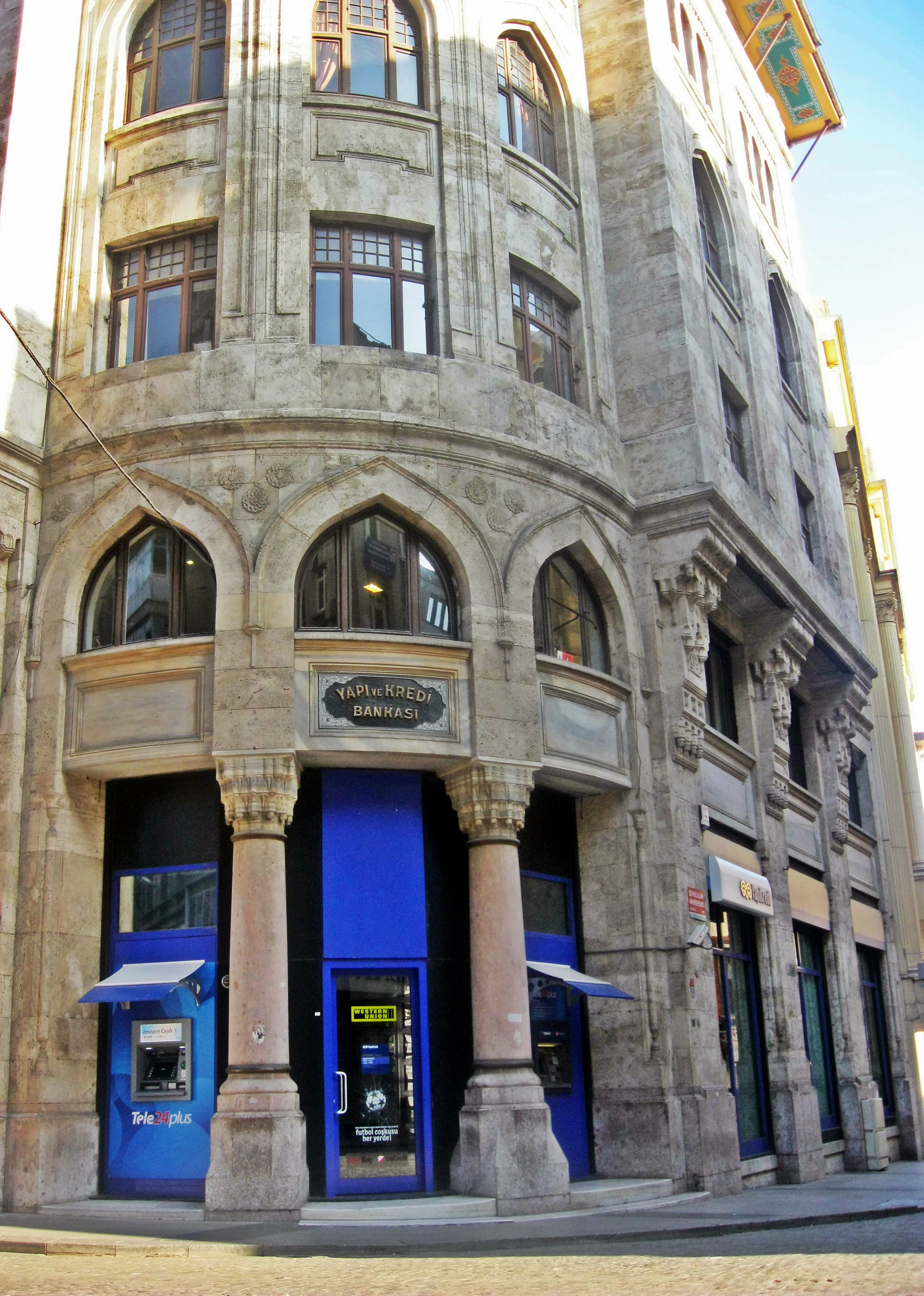
بانک یاپی کریدی، شعبه سرکه‌جی

یاپی کریدی بانک (به ترکی استانبولی: Yapı Kredi Bank) شرکت خدمات مالی و بانکداری ترکیه‌ای است، که در زمینه ارائه خدمات بانکداری خرد، بانکداری اختصاصی، بانکداری شرکتی، بانکداری سرمایه‌گذاری، کارت‌های اعتباری و عرضه وام مسکن فعالیت می‌کند.
بانک یاپی کریدی در سال ۱۹۴۴ توسط کاظیم تاشکنت به‌عنوان اولین بانک خصوصی ترکیه تأسیس شد و در حال حاضر با در اختیار داشتن شبکه‌ای از ۹۰۶ شعبه بانکداری، چهارمین بانک ترکیه می‌باشد.
شعبه مرکزی این بانک در شهر استانبول، ترکیه قرار دارد و بخشی از سهام آن در بازار بورس استانبول معامله می‌شود. شرکت کوچ هولدینگ و بانک ایتالیایی یونی‌کردیت، سهام‌داران اصلی بانک یاپی کریدی به‌شمار می‌آیند.